# 30:e november (film)
30:e november är en svensk dramafilm som hade biopremiär i Sverige den 10 mars 1995, i regi av Daniel Fridell.

## Handling
Adam sätter tillsammans med ett gäng skinnskallar eld på en flyktingförläggning. En av de som flyr ut ur förläggningen är Julia från Peru, det blir kärlek vid första ögonkastet.
Handlingen är en trogen omtolkning av Romeo och Julia, ofta scen för scen. Trots titeln utspelar sig filmen mitt i sommaren, kring Sveriges nationaldag närmare bestämt.

## Om filmen
Filmen har senare visats i SVT och TV4, och släpptes på video i september 1995. Åldersgräns 15 år.

## Rollista (urval)
- Göran Gillinger - Adam
- María Celedonio - Julia
- Ray Jones IV - Sasha
- Jonas Karlsson - Tobbe
- Frida Hallgren - Sirka
- Percy Bergström - Lasse
- Steve Aalam - Nabil
- Goran Marjanovic - Goran
- Peter L. Abrahamsson - Hasse
- Johanna Sällström - Madde
- Stefan Sauk - Förhörsledaren
- Joakim Schröder - Polis
- Mekail Jalaho - Raffa
- Alvaro Fuentes - Miguel
- Hugo Álvarez - Umberto
- Charlotta Larsson - Tobbes mamma
- Göran Forsmark - Adams pappa
- Steve Blame - Sig själv
- Per Sinding-Larsen - Sig själv
- Lasse Bengtsson - Sig själv
- Staffan Hildebrand - Journalist

### Musik i filmen
- När vi gräver guld i USA, kompositör Niklas Strömstedt, text och sång Niklas Strömstedt, Anders Glenmark och Orup
- Vart tog den söta lilla flickan vägen?, kompositör Wille Crafoord, text Wille Crafoord och Peder Ernerot
- Släpp hästarna fria, kompositör och text Tomas Ledin, sång Tomas Ledin
- Scheming, kompositör Chris Lane, text Paul Levy, sång General Levy
- That's the Way It Is
- Be a Part of Me
- Living in Danger, kompositör och text Joker och Buddha
- Du Gamla Du Fria , Ultima Thule
- Down with the Clique, kompositör och text Robert Kelly, sång Aaliyah
- Even If the Rain, kompositör David Eriksen, text Sabri Kitmitto och Henning Hartung
- My Dear, kompositör Shaquille O'Neal och Warren Griffin III, sång Shaquille O'Neal
- Sambamania 1, kompositör Bengt Söderberg, framförs av Bengt Söderberg
- Sambamania 2, kompositör Bengt Söderberg, framförs av Bengt Söderberg
- Cry, kompositör Alexander Kronlund, text Alexander Kronlund och Anders Bagge, sång Zemya Hamilton[3]
- My Everything, kompositör Anders Bagge, text Anders Bagge, Jennifer Brown och Terry Cox, sång Jennifer Brown
- Ständigt flödar skiten, kompositör Lars-Olof Pettersson, text Kribbe Larsson
- Wish I, kompositör och text Eric Gadd, sång Eric Gadd
- We Got To Love, kompositör och text Peter Cartriers, sång Peter Cartriers
- What's Up MF